# Roger Borsa
Roger Borsa (* um 1061; † 22. Februar 1111) war ab 1085 Herzog von Apulien. Er war ein Sohn von Robert Guiscard und dessen zweiter Gemahlin Sikelgaita von Salerno und somit ein Angehöriger der normannischen Familie Hauteville. 
Er nahm an der Seite seines Vaters und seines Halbbruders Bohemund an der Eroberung des byzantinischen Besitzes in Süditalien und der Eroberung von Korfu 1083 teil. Nach dem Tod des Vaters im Juli 1085 verdrängte er seinen Bruder und wurde Herzog von Apulien und Kalabrien. Roger hatte jedoch nicht die Kraft seines Vaters und verschliss sich mit Kämpfen gegen die kriegerischen normannischen Barone, um seine Autorität aufrechtzuerhalten. Zudem gelang es Bohemund ab Ende 1085, sich des Südens Apuliens zu bemächtigen und vor allem Tarent zu erobern. 1091 rief er seinen Onkel Roger I. von Sizilien zu Hilfe, um der Aufstände in Kalabrien Herr zu werden. 1096 verlor er die Herrschaft über Amalfi. 
Während des Ersten Kreuzzugs war er Gastgeber durchziehender Kreuzfahrer, darunter vor allem Herzog Robert II. von Normandie, den er während dessen Rückkehr vom Herbst 1099 bis zum Frühjahr 1100 bei sich aufnahm. 
1092 heiratete er Adela von Flandern, die Tochter des Grafen Robert I. Von drei Söhnen überlebte nur Wilhelm, der seine Nachfolge in Apulien antrat, aber einen Staat in Auflösung vorfand.
Nach dem Herzog von Apulien wurde das etwa im Antidotarium Nicolai genannte Electuarium ducis („Herzogslatwerge“), eine früher in der Heilkunde verwendete Latwerge, benannt.